# ستيفان تريبكوفيتش
ستيفان تريبكوفيتش (بالصربية: Стефан Трипковић)‏ هو لاعب كرة قدم صربي في مركز الهجوم، ولد في 27 يوليو 1993 في Trstenik, Serbia ‏ في صربيا. لعب مع راد بيوغراد.

## وصلات خارجية
- ستيفان تريبكوفيتش على موقع قاعدة بيانات كرة القدم.إي يو (الإنجليزية)
- ستيفان تريبكوفيتش على موقع Soccerway.com (الإنجليزية)
- ستيفان تريبكوفيتش على موقع عالم كرة القدم.نت (الإنجليزية)